# Планински скакач
Планинският скакач или спрингбок (Antidorcas marsupialis) е неголямо тревопасно животно от семейство Кухороги, подсемейство Антилопи. Скача на най-дълго разстояние от всички животни – до 15 метра. Обитава пустинята Калахари и региона на Южна Африка. Национален символ на Южноафриканската република (ЮАР) не по-късно от 1906 година. Записано е в Червената книга на застрашените видове. 

## Общи сведения
По външни белези наподобява газелата на Томсън. Горната страна на скакача е жълтеникавокафява, а коремната страна е бяла. От двете страни на тялото, от задните до предните крака, минава по една тъмна червенокафява ивица, разделяща горната от коремната страна. Муцуната и гърлото му също са бели. Опашката е къса и бяла и завършва с кафяв пюскюл. Надлъжно на издължената му глава преминава тънка ивица с кафеникав цвят, простираща се от очите почти до устата. И мъжките, и женските носят лирообразни рога, но при мъжките те са по-дебели, груби и дълги (до 48 cm). В случай, че се почувства застрашен, планинският скакач може да скочи на височина над 2 метра, като стяга краката си, събира копитата в една точка, отпуска главата и внезапно извива дъгообразно своя гръб. Така той предупреждава другите обитатели на саваната, включително и останалите планински бегачи, за опасността.
По своето телосложение прилича на газела. За разлика от газелите обаче, планинският скакач има 10 кътника в мандибулата (долната челюст), а газелите имат по 12.
Една от най-забележителните черти на спрингбока е обширната надлъжна кожна гънка на гърба. Кожната гънка започва приблизително в средата на гърба и достига почти до основата на опашката, покриваща ослепително бяла козина, кожата на която е богата на жлези. Когато планинският скакач е в покой, краят на кожната гънка е затворен и не може да се познае по нищо, че гънката съществува.
- Височина при холката: ок. 75 cm
- Дължина на тялото: 120 – 142 cm
- Тегло на мъжките: до 50 kg
- Тегло на женските: до 37 kg

## Ареал, биотоп и численост
Както другите представители на подсемейство Антилопови, и планинският скакач обитава засушливите полупустини, покрити с ниска растителност, с камениста или песъчлива грунтова и оредяла храстова растителност. Освен това могат да се срещнат във варовикови котловини и пресъхнали речни корита. Избягват местностите с висока растителност.
Видът е представен в няколко национални парка и резервата. Среща се на територията на ЮАР, Намибия и Ботсвана. Много слабо разпространена е в Ангола.
В резултат на продължителното ловуване на планинския скакач и влошаването на природната му среда, неговата численост е намаляла силно. Изчислено е, че днес общият брой на индивидите от този вид се равнява на около 600 000.

## Начин на живот и хранене
Храни се с ниска трева, филизи, пъпки и листа. Когато питейната вода е в недостиг, планинският скакач може да издържи без нея като се запасява със сочни листа (напр. на акация) и изровени корени.
Спрингбокът може да достигне скорост до 90 км/ч, ако бъде нападнат. Той е сред най-бързите животни и се конкурира с антилопите вилорога и гарна за второ място след гепарда. Когато е застрашен от врага, планинският скакач издава пронизителни звуци, за да алармира за опасността. Нерядко прави подскоци, от което произлиза името му. 
Живее на стада, като през зимата числеността на стадата намалява (5 – 50), за да се увеличи през лятото, когато търси нови пасища. Често към стадата на планинския скакач се присъединяват обикновени бубали, орикси или щрауси. Спрингбокът е активен през по-хладните часови пояси на деня, както и отчасти през нощта. Живее средно до десет години в диво състояние. Има описан случай, когато в плен е доживял до 19-годишна възраст. 

## Размножаване
Няма точно определен размножителен период и може да роди по всяко време в годината. Чифтосването се обикновено по време на дъждовния сезон. Бременността трае 168 дена, като женската ражда едно малко. Малките се крият първите два дена след раждането. Повечето женските раждат веднъж, а понякога и два пъти годишно (според други източници възпроизводственият цикъл при женските се повтаря на всеки две години). Отбиват малките, когато са на 4-месечна възраст. Женските съзряват полово на 7 – 12 месеца.

## Допълнителни сведения
Като национален символ на ЮАР, „планинските скакачи“ е името, с което са наричани спортните представители на тази страна. Тази връзка с планинския скакач обаче се изгубва, понеже антилопата е изобразена на герба на старата Апартейдова система.